# 5424 Covington
5424 Covington è un asteroide della fascia principale. Scoperto nel 1983, presenta un'orbita caratterizzata da un semiasse maggiore pari a 2,2361813 UA e da un'eccentricità di 0,0440626, inclinata di 3,24318° rispetto all'eclittica.